# Volný pád do PODZEMÍ
Volný pád do PODZEMÍ je třetí díl knih s názvem PODZEMÍ. Sepsali jej Roderick Gordon a Brian Williams. v roce 2009 jej pod názvem Free Fall vydalo nakladatelství The Chicken House. Jeho předchůdci jsou Ztracený svět v PODZEMÍ a Hlouběji do PODZEMÍ.

## Děj
Will s Chestrem a Elliot se zřítili do obrovského průduchu. Volný pád do hlubin země přežili. Ocitnou se ve světě s neznámými a dravými zvířaty. Naleznou zde spojence: Martu, kterou její manžel před lety shodil do průduchu. Pořád na ně čeká hrozba v podobě Willových nevlastních sester, které u sebe mají ampule se smrtícím virem Dominiem, určeným k vyhlazení Površáku (lidí na povrchu země).

## Části knihy
- Blíž, dál
- Martin příbytek
- Kovová loď
- Podzemní přístav
- Zpátky v Highfiedu
- Odchod

| PODZEMÍ                         | PODZEMÍ              | PODZEMÍ                    |
| ------------------------------- | -------------------- | -------------------------- |
| Předchůdce: Hlouběji do PODZEMÍ | Volný pád do PODZEMÍ | Nástupce: Návrat z PODZEMÍ |